# مسجد ولی‌عصر
مسجد ولی‌عصر با نام رسمی مجتمع فرهنگی و مسجد ولی‌عصر (عج) مسجدی در تهران، ایران است. این مسجد در خیابان ولی‌عصر و در مجاورت تئاتر شهر قرار گرفته است.

## پیش زمینه
غلامحسین کرباسچی شهرداری که در زمان او ایده ساخت این مسجد آغاز شد در این مورد گفته: «آنچه مسلم است، این است که کاربری اصلی این زمین (در مجاورت تئاتر شهر) برای پارکینگ تئاتر شهر بوده و آقایان خیلی اصرار داشتند که آنجا را با وجود اینکه هیچ سابقه‌ای از وقف نداشت، به مسجد، حسینیه یا هر کاربری دیگر تبدیل کنند، آن هم در شرایطی که در همین خیابان ولیعصر (عج) و در نزدیکی این منطقه، هم حسینیه بود و هم مسجد.» او با تأکید بر اینکه این زمین در تملک شهرداری بوده است، وقفی بودن آن را رد می‌کند.

## معماری
رضا دانشمیر و کاترین اسپیردنف، معماران ایرانی، طرّاحان این بنا هستند. در طراحی این مسجد علاوه بر معماران اصلی، افرادی چون مهدی حجت به عنوان ناظر طرح نیز دخیل بوده‌اند. دانشمیر خود در این باره می‌گوید: «مرحله دیگر طراحی پروژه مسجد ولیعصر، با ورود دکتر مهدی حجت، استاد دانشگاه تهران به پروژه شکل می‌گیرد تا طرح جدید یک قدم به تأیید نزدیکتر شود: شش ماهی دکتر حجت می‌آمد و جلساتی با هم داشتیم و بالاخره خیلی کارهای جالبی رویش صورت گرفت و یک پروژه ای به این شکل ایجاد شد».
این مسجد ۳۸۵۵ متر مربع مساحت دارد و در هشت طبقه ساخته شده که ۴ طبقهٔ آن در زیر زمین است. این مجتمع فرهنگی علاوه‌بر مکان برای برپایی نماز، چندین کلاس درس و کتابخانه نیز دارد.

## انتقادات
طرّاحی این مسجد مورد انتقادات بسیاری قرار دارد. برخی انتقادها متوجه عدم به‌کارگیری برخی نمادهای سنّتی مساجد ایرانی مانند گنبد و مناره است و برخی دیگر از انتقادها متوّجه مکان‌یابی پروژه، «تأثیرات معماری غربی» و طرّاحی بنا هستند.